# Campeonato Mundial de Tiro de 1913
El XVII Campeonato Mundial de Tiro se celebró en Camp Perry (Estados Unidos) en el año 1913 bajo la organización de la Federación Internacional de Tiro Deportivo (ISSF) y la Federación Estadounidense de Tiro.

## Resultados

### Masculino
| Evento                                  | Oro                                | Plata                           | Bronce                              |
| --------------------------------------- | ---------------------------------- | ------------------------------- | ----------------------------------- |
| Fusil 3 posiciones 300 m                | Konrad Stäheli · Suiza · 1030 pts. | Jakob Bryner · Suiza · 994 pts. | Jean Reich · Suiza · 985 pts.       |
| Fusil 3 posiciones 300 m (equipos)      | Suiza · 4959                       | Francia 4767                    | Estados Unidos 4578                 |
| Fusil en pos. tendido 300 m             | Achille Paroche Francia 358        | Konrad Stäheli · Suiza · 355    | John Kneubel Estados Unidos 354     |
| Fusil en pos. de rodillas 300 m         | Konrad Stäheli · Suiza · 352       | Mathias Brunner · Suiza · 346   | Jean Reich · Suiza · 344            |
| Fusil en pos. de pie 300 m              | Caspar Widmer · Suiza · 334        | Konrad Stäheli · Suiza · 323    | Albert Courquin Francia 313         |
| Fusil militar 3 posiciones 300 m        | Mauritz Eriksson · Suecia · 485    | Benjamín Tealdi Argentina 481   | Méndez Argentina 477                |
| Fusil militar en pos. tendido 300 m     | Pereyra Argentina 186              | Yáñez Argentina 179             | Ernest Eddy Estados Unidos 178      |
| Fusil militar en pos. de rodillas 300 m | Tönnes Björkman · Suecia · 165     | John Nilsson · Suecia · 163     | Otto Christiansson · Suecia · 161   |
| Fusil militar en pos. de pie 300 m      | Mauritz Eriksson · Suecia · 154    | Pourquala Argentina 146         | Paul-René Colas Francia 145         |
| Pistola 50 m                            | Vilhelm Carlberg · Suecia · 486    | Alfred Lane Estados Unidos 486  | Casimir Reuterskiöld · Suecia · 477 |
| Pistola 50 m (equipos)                  | Estados Unidos 2325                | Francia 2234                    | Suecia · 2228                       |

## Medallero
| Núm. | País           | Oro | Plata | Bronce | Total |
| ---- | -------------- | --- | ----- | ------ | ----- |
| 1    | Suiza          | 4   | 4     | 2      | 10    |
| 2    | Suecia         | 4   | 1     | 3      | 8     |
| 3    | Argentina      | 1   | 3     | 1      | 5     |
| 4    | Francia        | 1   | 2     | 2      | 5     |
| 5    | Estados Unidos | 1   | 1     | 3      | 5     |
|      | TOTAL          | 11  | 11    | 11     | 33    |